# U-matic

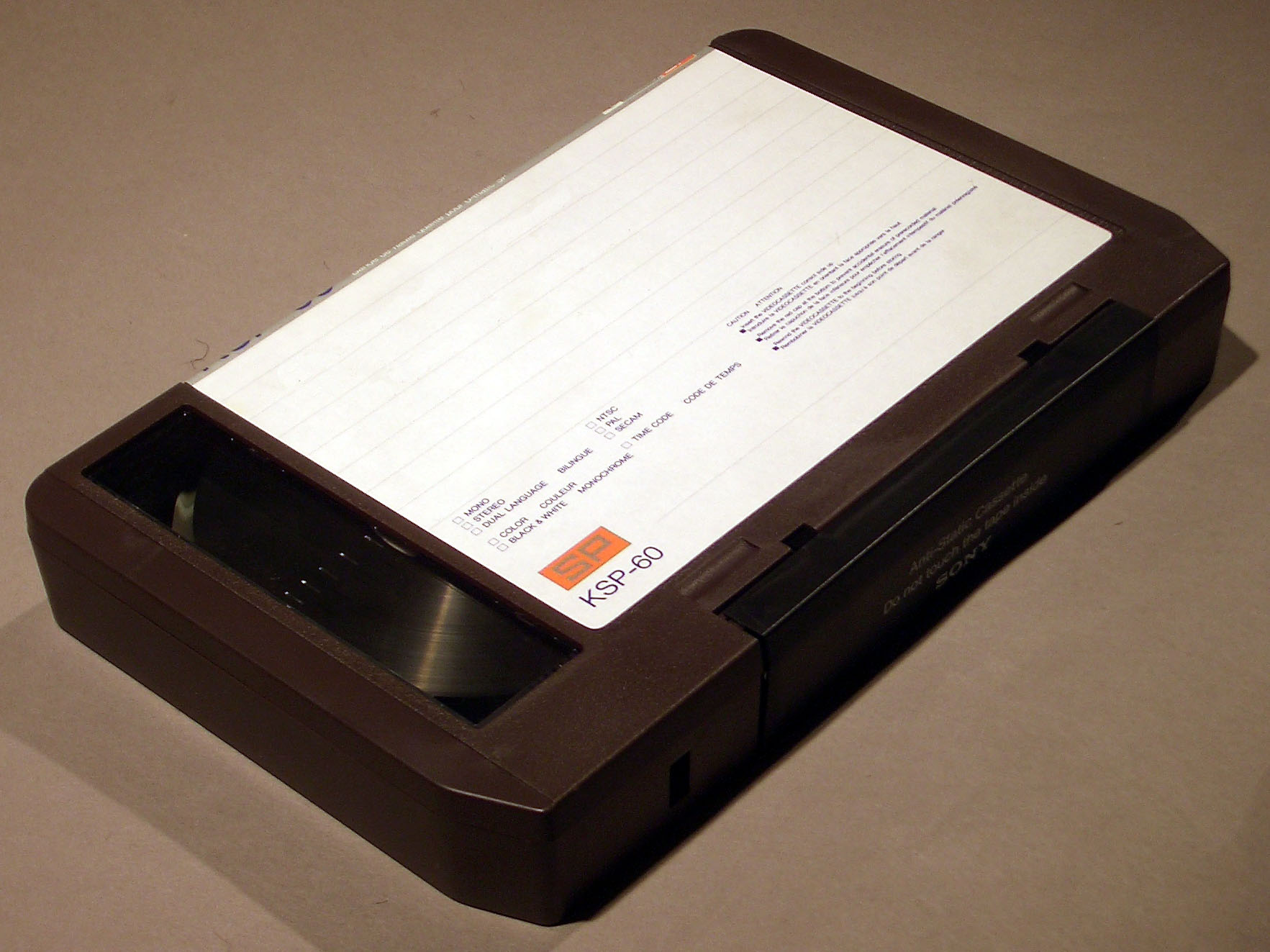
Fita do formato U-matic.

U-matic é um formato de fita de vídeo analógico de gravação, exibido pela primeira vez pela Sony como um protótipo em outubro de 1969, e foi comercializado somente em setembro de 1971.O formato que desta fita era o chamado "cassete", com o filme de ¾ de polegada , utilizando a gravação helicoidal. A U-matic surgiu para tornar mais prático as filmagens, principalmente feitas para a televisão e em areas externas, ou em reportagens, já que estas utilizavam câmeras com filmes de 16 mm, que após a gravação deveriam ser revelados e montados. Ela trazia consigo um desenvolvimento moderno para a época de edição eletrônica.
Outro benefício era a existência um mecanismo de bloqueio integrante em cada fita cassete,  assegurando que os rolos de fita, durante o transporte, se mantivessem enrolados firmemente. A gravação acidental era impedida pela presença de um botão de plástico vermelho montado num orifício na superfície inferior da fita.